# Llista de chasmata de Mimas
En aquest article només es mostra els noms oficials aprovats per la Unió Astronòmica Internacional (UAI).
Aquesta és una llista de chasmata amb nom de Mimas. Les chasmata de Mimas porten els noms de llocs de les llegendes de Le Morte d'Arthur de Malory (traducció de Baines) i llocs dels mites grecs sobre gegants (Mimas va rebre el nom del gegant Mimas).
La latitud i la longitud es donen com a coordenades planetogràfiques amb longitud oest (+ Oest; 0-360).
| Chasma         | Coordenades                              | Diàmetre (km) | Epònim                                                                                   | Ref.  |
| -------------- | ---------------------------------------- | ------------- | ---------------------------------------------------------------------------------------- | ----- |
| Avalon Chasma  | 35° N, 147° O / 35°N,147°O               | 120           | Avalon. Paradís artúric.                                                                 | WGPSN |
| Camelot Chasma | 43° 00′ S, 23° 24′ O / 43°S,23.4°O       | 150           | Camelot. Lloc on es trobava la Taula Rodona.                                             | WGPSN |
| Oeta Chasma    | 19° 00′ N, 122° 42′ O / 19°N,122.7°O     | 110           | Mont Eta, que va ser sacsejat per un tità en la guerra entre titans i els déus olímpics. | WGPSN |
| Ossa Chasma    | 23° 34′ S, 303° 45′ O / 23.56°S,303.75°O | 95            | Mont Ossa, que va ser amuntegat amb altres monts durant la guerra entre titans i déus.   | WGPSN |
| Pangea Chasma  | 28° 07′ S, 340° 25′ O / 28.12°S,340.41°O | 150           | Muntanya recollida per un tità durant la guerra contra els déus.                         | WGPSN |
| Pelion Chasma  | 25° 19′ S, 250° 05′ O / 25.31°S,250.08°O | 100           | Mont Pelió, que va ser amuntegat amb altres monts durant la guerra entre titans i déus.  | WGPSN |